# Tangaza
Tangaza est une zone de gouvernement local de l'État de Sokoto au Nigeria,.

## Personnalité notable
- Philo Ikonya, née au Kenya en 1959 1,  est une écrivaine, journaliste, militante des Droits humains.

## Source
- (en) Cet article est partiellement ou en totalité issu de l’article de Wikipédia en anglais intitulé « Tangaza » (voir la liste des auteurs).